# Smolnitsa (Dobritsj)
Smolnitsa (Bulgaars: Смолница) is een dorp in de Bulgaarse gemeente Dobritsjka, oblast Dobritsj. Het dorp ligt hemelsbreed 11 km ten noordwesten van de regionale hoofdstad Dobritsj en 370 km ten noordoosten van Sofia.

## Bevolking
Het dorp Smolnitsa had bij een schatting van 2020 een inwoneraantal van 352 personen. Dit waren 27 mensen (-7,1%) minder dan 379 inwoners bij de officiële census van februari 2011. De gemiddelde jaarlijkse groei in die periode komt daarmee uit op -0,74%, hetgeen lager is dan het landelijk jaarlijks gemiddelde over deze periode (-0,63%). Het aantal inwoners vertoont al tientallen jaren een dalende trend: in 1965 woonden er nog 1.169 personen in het dorp.
- 1934 1057
Koninkrijk Bulgarije
- 1946 1152
Volksrepubliek Bulgarije
- 1956 1099
Volksrepubliek Bulgarije
- 1965 1169
Volksrepubliek Bulgarije
- 1975 910
Volksrepubliek Bulgarije
- 1985 630
Volksrepubliek Bulgarije
- 1992 565
Republiek Bulgarije
- 2001 537
Republiek Bulgarije
- 2011 379
Republiek Bulgarije
- 2020 352
Republiek Bulgarije

- Koninkrijk Bulgarije
- Volksrepubliek Bulgarije
- Republiek Bulgarije

In het dorp leven merendeels etnische Bulgaren, maar ook kleinere aantallen Turken en Roma. In februari 2011 identificeerden 229 van de 298 ondervraagden zichzelf als ethische “Bulgaren”, gevolgd door 37 “Turken” en 19 “Roma”. 
| Etnische samenstelling van de respondenten (2011) | Etnische samenstelling van de respondenten (2011) | Etnische samenstelling van de respondenten (2011) | Etnische samenstelling van de respondenten (2011) | Etnische samenstelling van de respondenten (2011) |
| ------------------------------------------------- | ------------------------------------------------- | ------------------------------------------------- | ------------------------------------------------- | ------------------------------------------------- |
|                                                   |                                                   |                                                   |                                                   |                                                   |
| Bulgaren                                          | Bulgaren                                          |                                                   | 76,8%                                             | 76,8%                                             |
| Turken                                            | Turken                                            |                                                   | 12,4%                                             | 12,4%                                             |
| Roma                                              | Roma                                              |                                                   | 6,4%                                              | 6,4%                                              |
| Anders/Onbekend                                   | Anders/Onbekend                                   |                                                   | 4,4%                                              | 4,4%                                              |